# Kabós Éva
Kabós Éva (Kolozsvár, 1915. február 2. – Marosvásárhely, 2000. szeptember 24.) magyar költő.

## Életútja
Szülővárosában felső kereskedelmi iskolát végzett (1932). Tisztviselő, könyvelő, gépírónő, 1973 óta nyugdíjas.
Verseit először az Erdélyi Magyar Lányok ifjúsági folyóirat közölte, később az Ellenzék, Keleti Újság, Pásztortűz, Hölgyfutár, Havi Szemle, Déli Hírlap. Versei jelentek meg a Vita Zsigmond szerkesztette Romániai magyar írók antológiája c. kötetben (Nagyenyed, 1943).
Gyakran szerepelt kolozsvári, tordai, marosludasi irodalmi esteken, a budapesti Zeneakadémia nagytermében és a KZST-esteken Marosvásárhelyt. Költészetéről írja Molter Károly: "...fegyelmezett, mint valami költői életrajz; csak attól fél, ami művészi szempontból hazugság."
A II. világháború után nem publikálhatott, mivel a Maroslekencei nemesi családból származott, az 1989-es fordulat után jelentkezhetett újra verseivel, közreadta azokat a Székelyföld hasábjain és önálló kötetekben.

## Kötetei (válogatás)
- Zörgessetek! Megnyittatik! (Gy. Szabó Béla borítólapjával, Kolozsvár, 1938)
- Amit az én sorsom megad nekem : versek. Nagyenyed, 1943
- Apám földjén : versek. [Előszó Nagy Miklós Kund] Csíkszereda : Pallas-Akadémia, 1996. 89 p. ISBN 973-96702-2-9
- Volt egyszer egy kút : visszaemlékezések. Csíkszereda : Pallas-Akadémia, 1997. 270 p. ISBN 973-9287-01-8
- Havasok tündérei : mesés történetek. [... az illusztrációk Porzsolt Borbála munkái]. [Târgu Mures] : Impress Kiadó, 1998. 79 p. ISBN 973-9351-08-5
- Visszajátszás : versek. [szerk. Nagy Miklós Kund] Marosvásárhely : Impress, 2000. 107 p. ISBN 973-9351-25-5